# Christian Weinlig (Politiker)

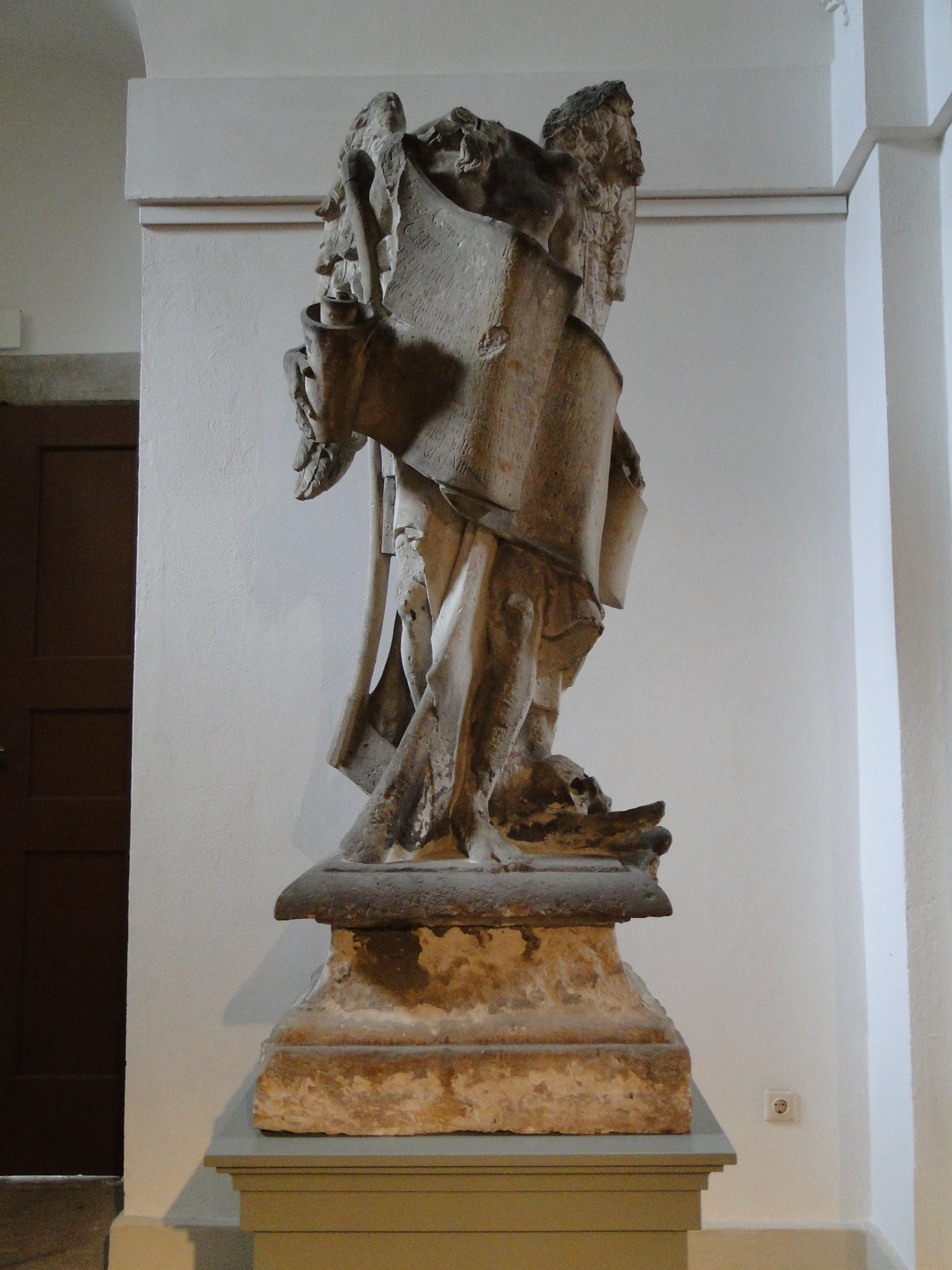
Grabmal der Familie Weinlig, 2014 im Palais im Großen Garten

Christian Weinlig (* 23. April 1681 in Breslau; † 13. Juli 1762 in Dresden) war ein deutscher Advokat, leitender Beamter und Politiker (Stadtrat und Regierender Bürgermeister) der Stadt Dresden. Besondere Verdienste erwarb er sich im Siebenjährigen Krieg durch sein Engagement bei den Verhandlungen über die Kontributionsforderungen der preußischen Besatzung an Dresden.

## Familienverhältnisse
Die Vorfahren von Christian Weinlig stammen aus Schlesien und sind dort bis vor 1578 nachgewiesen. Christian wurde als erstes Kind des Arztes Gottfried Weinlig (1651–1702) und der Anna Helena Wolf geboren und am 23. April 1681 getauft. Christian hatte zwei jüngere Brüder. Er heiratete 1703 in erster Ehe Anna Christiana Gotter, die ihm sieben Kinder schenkte. Nach dem Tod seiner Frau (1732) heiratete er 1734 in zweiter Ehe die junge Witwe Magdalena Sophie Schomburg, die ihm weitere neun Kinder gebar, unter anderem Christian Traugott Weinlig und Christian Ehregott Weinlig. Am 13. Juli 1762 starb er im Alter von 81 Jahren und wurde in der Familiengruft, die ihm die Stadt Dresden aus Dankbarkeit für seine Verdienste bereits 1740 zugeschrieben hatte, auf dem Eliasfriedhof beigesetzt.

## Leben
Nach Abschluss des Gymnasiums in Breslau soll er an der Universität Leipzig Jura studiert haben. 1703, im Alter von 22 Jahren, ließ sich Weinlig in Dresden als Advokat nieder. 1719 erwarb er ein Hausgrundstück am Altmarkt und erhielt das Bürgerrecht.
Er gab 1724 seine Praxis als Advokat auf um in die Dienste der Stadt Dresden einzutreten und wurde 1725 zum Generalakzisinspektor ernannt. 1730 erhielt er die Bestallung zum Stadtschreiber. 1735 wurde er vom Rat der Stadt als Syndikus berufen. Weinligs Fähigkeiten und Begabung im Verwaltungsdienst und seine allgemeine Beliebtheit führten 1744 zu seiner Ernennung als Bürgermeister. Zusätzlich übertrug man ihm 1745 die Funktion des Stadtbaumeisters.
1747 war er zum ersten Mal Regierender Bürgermeister. Aus den folgenden Jahren ist überliefert, dass er sich energisch beim Bau der Frauenkirche einschaltete. Seiner Verdienste bewusst, erhielt er auf seinen Antrag ein Betstübchen auf der ersten Galerie der Frauenkirche zugesprochen.
1753 wurde er erneut zum Regierenden Bürgermeister ernannt. In seine zweite Amtszeit fällt die Besetzung und Zerstörung Dresdens im Siebenjährigen Krieg (1756–1763) zwischen Preußen und Österreich.
Obwohl Preußen dem Kurfürsten von Sachsen und König von Polen „alle nur möglichen Rücksichtnahmen“ durch seine Truppen zugesichert hatte, kam es bereits kurz nach dem Einmarsch mehrerer preußischer Regimenter im September 1758 zu erheblichen Unzuträglichkeiten zwischen Militär und Stadtverwaltung. So wurden trotz des Protest Weinligs und der Spitzen der Stadtverwaltung junge Männer gewaltsam rekrutiert.
Im März des gleichen Jahres wurde der Stadt eine unmöglich aufzubringende Kontribution von 300.000 Talern auferlegt. Nachdem der Preußenkönig im August in Dresden Quartier nahm, erreichte Weinlig in Verhandlungen mit dem kommandierenden General, dass die Kontribution auf 120.000 Taler, in Raten zu zahlend, reduziert wurde. Weil die Stadt nach Ansicht der Besatzer mit den Ratenzahlungen in Verzug geriet, wurde die Kontribution nunmehr auf 500.000 Taler erhöht. Bis April 1758 waren „mit viel Tausend Tränen“ nach und nach erst 220.000 Taler zusammengebracht. Weinlig und die Spitzen der Stadtverwaltung überreichten dem preußische Stadtkommandanten eine schriftliche Darlegung über das Unvermögen der Stadt eine derartige Kontribution zu zahlen.
In der Folgezeit kam es trotz seines persönlichen Einsatzes beim General zu Zerwürfnissen des Rats der Stadt mit Weinlig.
Mit dem Einzug der Österreicher und dem Abzug der Preußen 1759/60 wurden Vorstädte und viele Gebäude in der Altstadt Dresdens abgebrannt. Auch die Kreuzkirche wurde durch preußischen Beschuss schwer beschädigt. Es kam zu einer Hungersnot.
Weinlig war zu dieser Zeit bereits schwer erkrankt und nahm nur noch sporadisch an Ratssitzungen teil. Er starb am 13. Juli 1762 im Alter von 81 Jahren und wurde in der ihm übereigneten Familiengruft auf dem Eliasfriedhof beigesetzt. Sein Grabdenkmal mit der Chronos-Statue steht heute im Großen Garten.